# Дипломатически мисии в Естония
Това е списък на страните които имат дипломатически мисии в Естония.
В столицата Талин има 32 чуждестранни посолства, като повечето са на страни от Европейския съюз или страни от бившия Съветски съюз. Много други страни имат посланици, акредитирани за Естония, с резиденция по-често в Москва или в някоя от скандинавските столици.

## Посолства в Талин
| - Австрия - Азербайджан - Белгия - България - Беларус - Бразилия - Великобритания - Германия - Грузия - Гърция - Дания - Ирландия - Испания - Италия - Китай - Латвия - Литва - Молдова | - Нидерландия - Норвегия - Полша - Португалия - Русия - САЩ - Турция - Украйна - Унгария - Финландия - Франция - Чехия - Швеция - Япония |

## Клонове на посолства
- Канада (офис на посолството)
- Северна Македония (офис за връзка)

## Генерални консулства
- Беларус Талин
- Русия Нарва
- Русия Тарту

## Акредитирани посолства
| - Австралия (Варшава) - Азербайджан (Рига) - Албания (Варшава) - Алжир (Варшава) - Ангола (Стокхолм) - Аржентина (Хелзинки) - Армения (Варшава) - Бангладеш (Москва) - Босна и Херцеговина (Стокхолм) - Бразилия (Хелзинки) - Буркина Фасо (Копенхаген) - Ватикан (Вилнюс) - Венецуела (Хелзинки) - Виетнам(Хелзинки) - Гана (Берлин) - Гватемала(Стокхолм) - Гвинея (Москва) - Египет (Хелзинки) - Еквадор (Стокхолм) - Замбия (Стокхолм) - Израел (Хелзинки) - Индия (Хелзинки) - Индонезия (Хелзинки) - Иран (Хелзинки) - Исландия (Хелзинки) - Казахстан (Вилнюс) - Камбоджа (Москва) - Канада (Рига) - Кипър (Хелзинки) - Колумбия (Варшава) - Коста Рика (Осло) - Куба (Хелзинки) - Кувейт (Берлин) | - Ливан (Варшава) - Мавритания (Москва) - Северна Македония (Стокхолм) - Малайзия (Стокхолм) - Мали (Москва) - Малта (Валета) - Мароко (Копенхаген) - Мексико (Хелзинки) - Монголия (Варшава) - Непал(Москва) - Нигерия (Киев) - Никарагуа (Копенхаген) - Нова Зеландия (Варшава) - Пакистан (Стокхолм) - Перу (Хелзинки) - Румъния (Хелзинки) - Салвадор (Стокхолм) - Сирия (Варшава) - Словакия (Рига) - Словения (Стокхолм) - Сърбия (Хелзинки) - Тайланд (Стокхолм) - Танзания (Стокхолм) - Тунис (Варшава) - Уругвай (Стокхолм) - Филипини (Стокхолм) - Хърватия (Хелзинки) - Чили (Хелзинки) - Швейцария (Хелзинки) - Шри Ланка(Стокхолм) - Република Южна Африка (Хелзинки) - Южна Корея (Хелзинки) |